# 11928 Akimotohiro
11928 Akimotohiro è un asteroide della fascia principale. Scoperto nel 1993, presenta un'orbita caratterizzata da un semiasse maggiore pari a 2,6368116 UA e da un'eccentricità di 0,2066331, inclinata di 5,42252° rispetto all'eclittica.